# 釈宣化

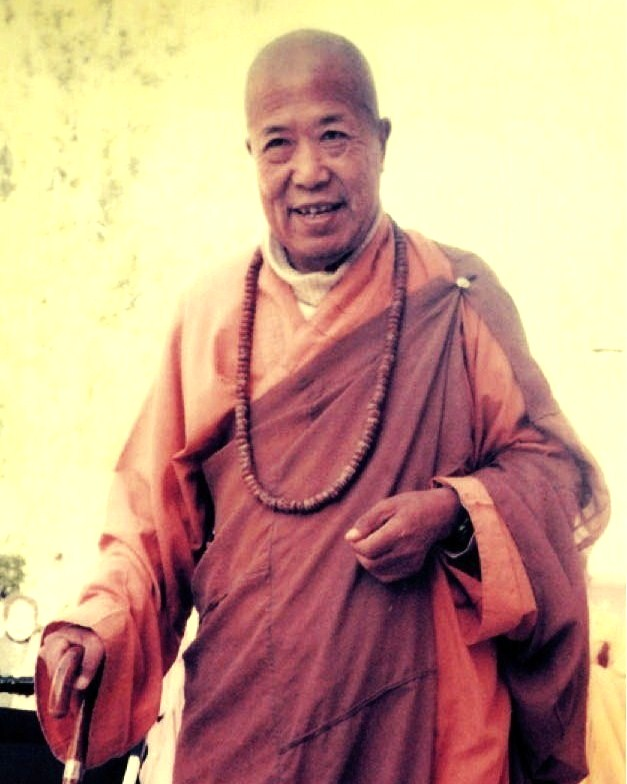
宣化上人

釈宣化（しゃく せんか、shixuanhua 1918年4月26日 - 1995年6月7日）は、中国の仏教者。俗名を白玉書といい、または名を玉禧ともいう。出身は中国東北地方の吉林省双城県（現在の黒竜江省五常市）である。現代仏教の高僧で、信者たちは尊敬の念を込めて宣化上人と呼んでいる。アメリカのサンフランシスコに万仏聖城と呼ばれる仏教の修行道場を作った。彼は仏教を西洋世界に広めた先駆者の一人であり、特にアメリカの西海岸の布教に大きく貢献した。また、台湾の仏教界にも多くの信者がいる。
上人は禅宗である潙仰宗の第九代法嗣である。12歳のころに生死には意味がないと感じ、出家を考える。母親が亡くなると、墓守を三年間務め、出家する。経典の研究を始め、志を遂げるべく、仏法の布教に勤める。1968年に香港からアメリカに渡り、弟子たちに毎日座禅し、毎日念仏を唱え、毎日経典の研究をするようにさせた。この三つの教えにより、信者が増え、中国籍、アメリカ籍、イギリス籍、ベトナム籍の多くの若者が仏法に帰依し、出家した。
上人は自身のことを「小蚂蚁（小さなアリ）、小蚊虫（小さな蚊）、墓中僧（墓にいる僧）、活死人（生きた死人）」などと称したことがある。ただし実際には禅宗である潙仰宗の第九代法嗣であり、禅宗の最高指導者の一人である。